# Richard Colburn
Richard Colburn, född 25 juli 1970 i Perth, är en skotsk trummis i popgruppen Belle & Sebastian. Han har även varit tillfällig medlem i Snow Patrol och Camera Obscura.